# آقجة (جزيرة)
 
آقجة هي جزيرة تركية تقع بالقرب من إزمير أكبر مدينة على ساحل بحر إيجة التركي. وهي جزيرة غير مأهولة ولا يوجد فيها سوى شجيرات. تقع بين جزر أراب وياسيجة وجزر جيجيك وجزر كورتاش وجزيرة إنجيرلي. تقع قبالة ساحل ميناء أورلا. إنها جزيرة صغيرة محاطة بالمياه الفيروزية، وبالتالي فهي منطقة سباحة يقصدها سكان إزمير في فصل الصيف.

الاسم اليوناني لآقجة كان نيسيدا باتاتيس. الجزء الجنوبي الغربي من الجزيرة صخري قليلاً.